# Ligue de diamant 2010 - 5 000 m masculin
Navigation
2011
Le 5 000 mètres masculin de la Ligue de Diamant 2010 s'est déroulé du 14 mai au 19 août 2010. La compétition fait successivement étape à Doha, Oslo, Rome, Eugene, Gateshead et Stockholm, la finale se déroulant à Zurich. L'épreuve est remportée par l'Ethiopien Imane Merga.

## Calendrier
| Date            | Meeting                         | Ville     | Pays        |
| --------------- | ------------------------------- | --------- | ----------- |
| 14 mai 2010     | Qatar Athletic Super Grand Prix | Doha      | Qatar       |
| 4 juin 2010     | Bislett Games                   | Oslo      | Norvège     |
| 10 juin 2010    | Golden Gala                     | Rome      | Italie      |
| 3 juillet 2010  | Prefontaine Classic             | Eugene    | États-Unis  |
| 10 juillet 2010 | Meeting de Gateshead            | Gateshead | Royaume-Uni |
| 6 août 2010     | DN Galan                        | Stockholm | Suède       |
| 19 août 2010    | Weltklasse Zürich               | Zurich    | Suisse      |

## Faits marquants
En l'absence de Kenenisa Bekele, favori de l'épreuve ayant mis prématurément un terme à sa saison à cause d'une blessure au mollet, le Kényan Eliud Kipchoge remporte la première course de l'année à Doha. Auteur de la meilleure performance mondiale de l'année avec 12 min 51 s 21, il devance sur le fil son compatriote Vincent Chepkok et l'Éthiopien Imane Merga, Joseph Ebuya, champion du monde en titre de cross-country ne prenant que la neuvième place. Deux semaines plus tard, lors des Bislett Games d'Oslo, Imane Merga remporte la deuxième étape de la Ligue de diamant 2010 en améliorant son record personnel sur la distance en 12 min 53 s 81. Le podium est complété par l'Éthiopien Tariku Bekele, deuxième et par l'Américain Bernard Lagat, qui termine troisième de la course en établissant un nouveau record d'Amérique du Nord en 12 min 54 s 12. Imane Merga signe un deuxième succès consécutif six jours plus tard lors du meeting Golden Gala de Rome. Comme à Oslo, la victoire se joue au terme d'un ultime sprint dans lequel Imane Merga et le Kényan Sammy Alex Mutahi franchissent la ligne d'arrivée dans le même temps en 13 min 0 s 12. La photo-finish permet finalement de déclarer l'Éthiopien vainqueur pour trois millièmes de seconde.
Quatrième à Rome, Tariku Bekele remporte le 3 juillet la Prefontaine Classic de Eugene. L'Éthiopien signe un nouveau record du meeting et devient le premier vainqueur de l'épreuve à descendre sous les 13 minutes (12 min 58 s 93). Imane Merga se classe troisième de la course et conserve la tête du classement général. Le 10 juillet à Gateshead, Vincent Chepkok remporte son premier succès lors de la Ligue de diamant dans le temps de 13 min 00 20. Il devance de justesse Eliud Kipchoge et Imane Merga, qui parvient à dépasser Tariku Bekele dans les derniers mètres de course. À Stockholm, le 6 août, le 5 000 m est la course qui clôture le meeting DN Galan. La victoire revient au Kényan Mark Kiptoo qui s'impose sur le fil face à Dejen Gebremeskel en 12 min 53 s 46 (record personnel). Eliud Kichoge, qui avait mené le train de la course, échoue à la quatrième place. Le 19 août, Imane Merga se classe deuxième du meeting de Zurich en 12 min 56 s 34 derrière Tariku Bekele mais parvient à conserver la tête du classement général de la Ligue de diamant 2010.

## Résultats
| Date | Meeting   | 1er                                | 1er   | 2e                                    | 2e    | 3e                                | 3e    |
| --- | --------- | ---------------------------------- | ----- | ------------------------------------- | ----- | --------------------------------- | ----- |
| 14 mai 2010 | Doha      | Eliud Kipchoge 12 min 51 s 21 (WL) | 4 pts | Vincent Chepkok 12 min 51 s 45 (PB)   | 2 pts | Imane Merga 13 min 05 s 20        | 1 pt  |
| 4 juin 2010 | Oslo      | Imane Merga 12 min 53 s 81 (PB)    | 4 pts | Tariku Bekele 12 min 53 s 97          | 2 pts | Bernard Lagat 12 min 54 s 12 (AR) | 1 pt  |
| 10 juin 2010 | Rome      | Imane Merga 13 min 00 s 12         | 4 pts | Sammy Alex Mutahi 13 min 00 s 12 (PB) | 2 pts | Moses Kipsiro 13 min 00 s 15      | 1 pt  |
| 3 juillet 2010 | Eugene    | Tariku Bekele 12 min 58 s 93       | 4 pts | Dejen Gebremeskel 12 min 59 s 30 (PB) | 2 pts | Imane Merga 13 min 00 s 18        | 1 pt  |
| 10 juillet 2010 | Gateshead | Vincent Chepkok 13 min 00 s 20     | 4 pts | Eliud Kipchoge 13 min 00 s 24         | 2 pts | Imane Merga 13 min 00 s 48        | 1 pt  |
| 6 août 2010 | Stockholm | Mark Kiptoo 12 min 53 s 46         | 4 pts | Dejen Gebremeskel 12 min 53 s 56      | 2 pts | Imane Merga 12 min 53 s 58        | 1 pt  |
| 19 août 2010 | Zürich    | Tariku Bekele 12 min 55 s 03       | 8 pts | Imane Merga 12 min 56 s 34            | 4 pts | Chris Solinsky 12 min 56 s 45     | 2 pts |
| Records et Performances - AR : Record continental (area record) - CR : Record des championnats (championship record) - MR : Record du meeting (meet record) - NR : Record national (national record) - OR : Record olympique (olympic record) - PR : Record paralympique (paralympic record) - PB : Record personnel (personal best) - SB : Meilleure performance personnelle de la saison (season's best) - WL : Meilleure performance mondiale de l'année (world leader) - WJR : Record du monde junior (world junior record) - WR : Record du monde (world record) Circonstances et Conditions - DNF : N'a pas terminé (did not finish) - DNS : N'a pas pris le départ (did not start) - DQ : Disqualification (disqualification) - NM : Aucun essai valable enregistré (No Mark) - Q : Qualifié « directement » au prochain tour (ou à la prochaine compétition), lors d'une compétition majeure, grâce au classement ou à la réalisation des minima (automatic qualifier) - q : Qualifié au prochain tour (ou à la prochaine compétition), lors d'une compétition majeure, grâce au repêchage ou à la réalisation de l'une des meilleures performances parmi celles des « non qualifiés directement » (grâce au meilleur temps ou à la meilleure distance par exemple) (secondary qualifier) |           |                                    |       |                                       |       |                                   |       |

## Classement général
| Rang | Athlète                          | Points |
| ---- | -------------------------------- | ------ |
| 1    | Imane Merga                      | 16     |
| 2    | Tariku Bekele                    | 14     |
| 3    | Vincent Chepkok Eliud Kipchoge   | 6      |
| 5    | Mark Kiptoo                      | 5      |
| 6    | Sammy Alex Mutahi Chris Solinsky | 2      |